# マーシャ・リネハン
マーシャ・リネハン（英: Marsha M. Linehan、1943年5月5日 - ）は、アメリカ合衆国出身で、アメリカのワシントン大学の心理学者である。彼女は、弁証法的行動療法と呼ばれる、それまで治療不可能とまで言われていた境界性パーソナリティ障害に特化した認知行動療法を開発したことで知られる。彼女自身幼少の頃より、日常的に自傷行為を行い何年もの入院生活を過ごしよくならなかったが、心理学を学んでいた大学生の頃に起きた神秘体験を契機にそれは無くなっている。

## 早期
彼女はオクラホマ州タルサに育ち、父親は石油業に、社交的な母親という上流階級の6人兄弟の3番目に生まれ、優秀な生徒でピアノの才能があった。なぜだか、彼女はこの頃から問題を起こしていた。
1961年3月9日、彼女は17歳のときに問題の原因を探るために行ったハートフォード・クリニックにて、極度の社会的ひきこもりであり、統合失調症と診断され、初の治療を受けた。彼女の自傷行為は日常的であり、すぐにトンプソン第二病棟の隔離室に閉じ込められた。自分をからっぽだと感じ「自分ではどうしようもできず、誰か助けて、神様どこ？」という感じであった。フロイト流の精神分析を受け、ソラジン（クロルプロマジン）とリブリウム（ジアゼパム）の投薬を受け、電気けいれん療法も受けたが、1963年5月の時点で未だ入院している。
繊細な彼女は詩を綴ったが、症状はよくならず隔離室では頭を打ち付け、ここを抜け出したら他の人々を助けることを心に誓っていた。
1967年、症状はよくはなっていなかったが、医師は社会生活に戻すことを試み、タルサの自宅でも、シカゴに引っ越した後にも自殺を企てた。再び入院し、カトリックの信仰を深めた彼女は、保健会社の仕事をしながら、ロヨラ大学の夜間学部で学び始めた。
ある夜、彼女が礼拝堂で祈りを捧げていると、あたりが黄金に輝き、キラキラしており、すぐさま自分に何かが起こっていると感じた。自分の部屋に戻り、「私は自分自身を愛している」（I love myself.）と言い、はじめて自分のことを自分自身と呼び、彼女は変わった。この時の高揚感は1年くらい続き、恋をし、失恋をしたが、自傷行為をすることはなかった。

## 経歴
心理学を学び、1971年、ロヨラ大学を卒業し博士号を取得する。その過程で、彼女を幾度も自傷に陥らせていたのは、自分の望む像と、自分にある絶望感との埋められないズレが原因だと、表面的には分かり、自分を受け入れることができた。バッファローにあるクリニックでは、現在「あるがままの受容」（radical acceptance）と呼んでいる基本概念の重要性を実感していった。
1972年には、ニューヨーク州立大学ストーニーブルック校の下で、行動療法の博士研究員となった。
1977年には、ワシントン大学へと移籍して、学術的な階段を上った。この頃から車を運転しているときに、自殺へのパニック的な衝動を感じることがあり、それは2011年現在なおたまに感じることがある。
彼女が開発に取り組んだ弁証法的行動療法の手法は、他の行動療法にいくつかの要素を加えた。感情が不適切だと感じたなら、正反対の行動をとること。また、禅の技であるマインドフルネスという、自分の呼吸や、感情が生じては去っていくまでを行動せずにただ観察すること。そして契約は重視しない。
1980年代から90年代には、自殺の危険性が高い境界性の患者が、治療法を受けていく追跡調査が行われ、彼女の手法では他の治療法よりも、自殺企図や入院回数の著しい減少や治療を継続する傾向が見いだされた。2001年のアメリカ精神医学会による境界性人格障害の治療ガイドラインにおいても、弁証法的行動療法に有効性が報告されていることが記されている。
1997年には、Behavioral Tech.LLCを創設し、ワークショップの開催やDVDを販売し、技法の普及に努めている。
今日では摂食障害、薬物依存症、また自殺予防、心的外傷後ストレス障害にも拡大されている。

## 著書
- 『境界性パーソナリティ障害の弁証法的行動療法-DBTによるBPDの治療』（誠信書房、2007年）、Cognitive-Behavior Treatment of Borderline Personality Disorder, 1993
- 『弁証法的行動療法実践マニュアル-境界性パーソナリティ障害への新しいアプローチ』（金剛出版、2007年）、Skills Training Manual for Treating Borderline Personality Disorder, 1993
- アレック・L.ミラー、ジル・H.レイサス、マーシャ・M.リネハン『弁証法的行動療法-思春期患者のための自殺予防マニュアル』（金剛出版、2008年）、Dialectical behavior therapy with suicidal adolescents

DVD
- 『境界性パーソナリティ障害の理解と治療』：『境界性パーソナリティ障害の理解』と『境界性パーソナリティ障害の治療』から成る2巻、"Understanding Borderline Personality Disorder, and Treating Borderline Personality Disorder, Guilford Press, 1995

編書
- S.C.ヘイズ、V.M.フォレット、M.M.リネハン編著『マインドフルネス&アクセプタンス-認知行動療法の新次元』（ブレーン出版、2005年）、Mindfulness and acceptance